# Serrata
Pour les articles homonymes, voir Serrata (homonymie).
Serrata est une commune italienne de la province de Reggio de Calabre, dans la région Calabre.

## Administration
| Période                                  | Période | Identité        | Étiquette                     | Qualité |
| ---------------------------------------- | ------- | --------------- | ----------------------------- | ------- |
|                                          |         | Salvatore Vinci | Insieme per il Futuro (civic) |         |
| Les données manquantes sont à compléter. |         |                 |                               |         |

### Communes limitrophes
- Candidoni
- Dinami
- Laureana di Borrello
- San Pietro di Caridà